# كراس طي

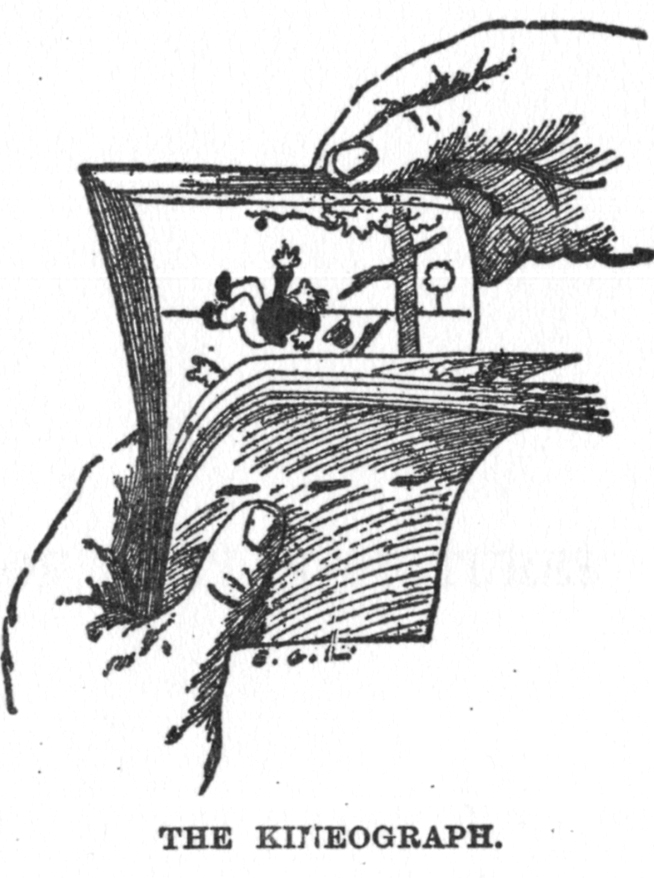
رسم توضيحي يعود لعام 1886م لكراسة الطي.

كراسة الطي أو كراسة القلب (بالإنجليزية: Kineograph أو Flip book أو Flick book) هي مجموعة من الصور المختلفة تدريجياً من صفحة لأخرى، بحيث أنه عند قلب الصور بسرعة تظهر وكأنها تتحرك. كراسات الطي غالباً ما تكون وسائلاً توضيحية وتعليمية للأطفال، ولكنها قد تكون مُوّجّه للبالغين أيضاً وتكون مجموعة من الصور الفوتوغرافية بدلاً من الرسوم. كراسات القلب ليست دائماً كراسات متفرقة، ولكنها قد تظهر على أنها ميزة إضافية في بعض الكتب والمجلات، وغالباً تكون في أطراف الصفحات، فعند فتح كتاب بشكل خاطف تظهر أطراف الصفحات وكأنها تتحرك. تتوفر حزمات برمجية ومواقع تساعد على تحويل كراسات القلب إلى فيديوهات رقمية مصورة.

## آلية العمل
كراسات القلب في الأساس هي شكل بدائي لتحريك الصور. مثل الفيلم، حيث أنها تعتمد على ثبات النظر لخلق وهم للعقل يجعله يظن بأن الصورة تتحرك فعلاً، بدلاً من رؤيتها على أنها صور متقطعة ومنفردة تظهر واحدة تلو الأخرى؛ وتُعرف هذه الظاهر باسم ظاهرة فاي. بدلاً من قراءة المجلة أو الكتاب، يستطيع المشاهد ببساطة التحديق على نفس موقع الصورة في كراسة القلب وهو يُقلب الكتاب فيظهر وكأن موقع الصورة يبدأ بالتحرك. تلستلزم هذه العملية سرعة كافية ليبدأ تأثير الحركة بالظهور.
توجد كلمة ألمانية لكراسات القلب تُدعى Daumenkino، والتي تعني حرفياً سينما الإبهام.

## التاريخ والاستعمال الثقافي

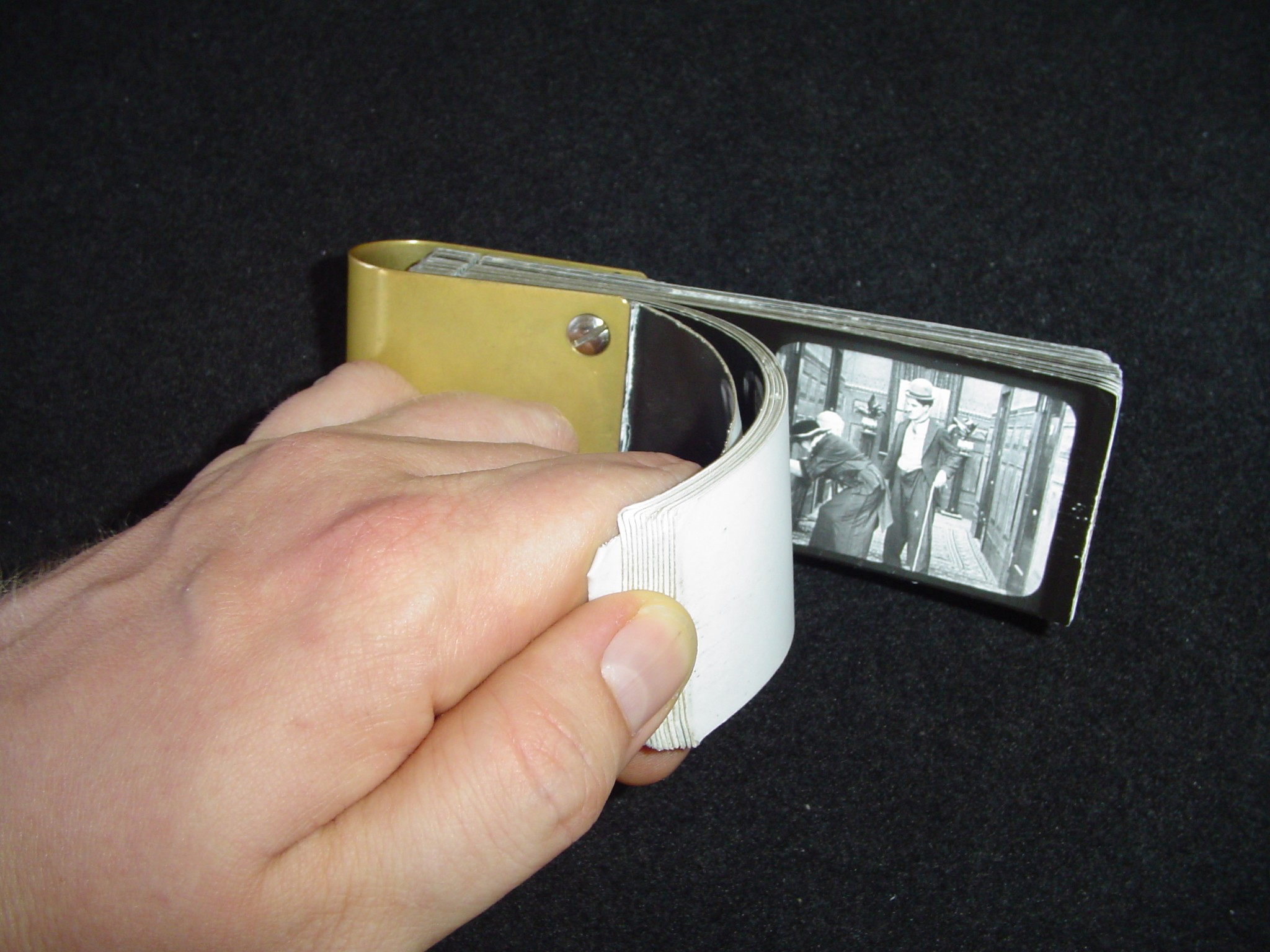
كراسة طيّ.

أول كراسة طي ظهرت في سبتمبر من عام 1868م، حيث سجل العالم جون بارنز لينت براءة اختراع تحت مسمى الكينوغراف ("الصور المتحركة"). وكانت أول شكل معروف للصور المتحركة لتوظيف الحركة الخطية للصور بدلاً من الحركة الدائرية (كجهاز المكشاف العجلي). رائد الأفلام الألمانية ماكس سكلادانوفسكي، عُرضت صوره الفوتوغرافية المتسلسلة لأول مرة في كراسة طي في عام 1894م، حيث أنه هو وأخاه إميل لم يطورا بروجكتور الفلم الخاص بهما إلا في السنة التالية. في عام 1894م، اخترع هرمان كاسلر شكل ميكانيكي لكراسة الطي يُدعى بالموتوسكوب، والذي يعتمد على الصفحات في الاسطوانة مركزية الدوران بدلاً من ربطهم في كراسة. بقي الموتوسكوب محط أنظار وشهرة خلال منصف القرن العشرين، وتظهر في آلات تعمل بالقطع النقدية في أروقة بني والمدن الترفيهية. في عام 1897م، صانع الأفلام الأمريكي هنري ويليام شورت روّج لآلته "الفليوسكوب"، والتي كانت كراسة طي موضوعة على حامل معدني لتسهيل القلب.
تعتبر كراسات الطي في الوقت الحالي لُعباً وتسالي للأطفال، وكانوا في إحدى المرات جوائز في رقائق الذرة وصناديق كراكر جاك. وبالرغم من ذلك فإن لهم دور كبير في ولادة السينما، وكانت كراسات القلب أيضاً من أدوات التسويق المؤثرة منذ بداية إنشائهم لمنتجات البالغين الاختيارية مثل الـسيارات والسجائر. ولا زالت تستعمل حتى اليوم في التسويق، إضافةً إلى ما في المجموعات الفنية والفوتوغرافية. كراسات الرسم الراقية أصبحت مشتهرة بين المجمعين، وخصوصاً النادر منها إلى أواخر القرن التاسع عشر إلى بدايات القرن العشرين عُرفت لجلب آلاف الدولارات في المبيعات والمزادات.
منذ عام 2007م، استديوهات والت ديزني للرسوم المتحركة بكاليفورنيا وضعت في بداية أفلامها شعار إنتاج يبدأ باستحضار كراسة قلب. ومن ثم يظهر منظر لورقة فارغة، ومن ثم تبدأ الأوراق بالطي، وتبدأ التفاصيل بالظهور لتظهر شخصية ميكي ماوس في ستيمبوت ويلي.
أول احتفال كراسة قلب عالمي أُقيم في عام 2004م من قبل أكاديمة سكلوس سوليتود في شتوتغارت.
واحتفال كراسة قلب عالمي آخر أُقيم في لينتس، النمسا في عام 2005م.
أُصدر تصميم لجواز السفر الفنلندي في عام 2012م ويحتوي على كراسة قلب لغزال مُتحرك.

## وصلات خارجية
- موقع Flipbook.info يحتوي على صور وفيديوهات توضيحية لكراسات الطي قديمة.